# Хитон, Патриция
Патриция Хелен Хитон (англ. Patricia Helen Heaton, род. 4 марта 1958) — американская актриса, комедиант и продюсер, наиболее известная по роли Дебры Бэрон в ситкоме «Все любят Рэймонда», где она снималась с 1996 по 2005 год и за которую она выиграла две премии «Эмми». В 2007 году она вернулась на телевидение с комедией «Вернуться к вам», которая просуществовала один сезон. С 2009 года по 2018 год она играла главную роль в ситкоме «Бывает и хуже». В мае 2012 года она была удостоена собственной звезды на Голливудской «Аллее славы».

## Ранняя жизнь
Патриция Хелен Хитон родилась в Бей-Виллидже, штат Огайо. Её отец был популярным спортивным комментатором «The Plain Dealer». У Хитон брат Майкл и три сестры: Шарон, Алиса и Фрэнсис.

## Карьера
В 1980 году Хитон перебралась в Нью-Йорк, где окончила школу актёрского мастерства. В 1987 году Хитон дебютировала на Бродвее в постановке «Don’t Get God Started» и впоследствии участвовала во множестве офф-бродвейских постановок.
После успехов в театре актриса начала свою карьеру на телевидении и в кино. Она снялась в нескольких телесериалах в качестве приглашенной актрисы, а также появилась в трех недолгих сериалах в одной из главных ролей. Она снялась в таких фильмах, как «Исповедь невидимки», «Бетховен» и «Космический джем».
В 1996 году она получила свою самую успешную роль в сериале «Все любят Рэймонда». Она получала номинацию на «Эмми» ежегодно в течение семи лет, выиграв дважды, в 2000 и 2001 годах. Кроме этого, она также получила множество наград и номинаций, включая «Премию Гильдии киноактёров США за лучшую женскую роль в комедийном сериале». В начале двухтысячных она также стала одной из самых высокооплачиваемых актрис на телевидении, зарабатывая около 12 млн долларов в год.
Начиная с сентября 2007 года Хитон начала играть главную роль в комедии «Вернуться к вам» вместе с Келси Грэммером. Несмотря на положительные отзывы критиков, шоу было отменено весной 2008 года.
В 2008 году она также сыграла в фильме «Перед классом», основанном на реальной истории женщины, ребёнок которой страдает синдромом Туретта.
В 2009 году она вернулась на телевидение с успешной комедией «Бывает и хуже». За третий сезон шоу Хитон получила около 6 млн долларов, оставаясь одной из самых высокооплачиваемых актрис на телевидении.
В 2011 году TV Guide поместил Хитон на двадцать четвёртое место в своем рейтинге «Ста самых смешных женщин».

## Личная жизнь
Патриция Хитон была замужем дважды. С 1990 года она состоит в браке с британским актёром Дэвидом Хантом, у них четверо сыновей. В 2002 году она выпустила свои мемуары под названием Motherhood and Hollywood: How to Get a Job Like Mine
Хитон ведет активную политическую и социальную деятельность. Она выступает против абортов, эвтаназии и смертной казни. Идеи Хитон стали особенно заметны в ходе дискуссии по делу Терри Шиаво в начале двухтысячных. Кроме того Хитон является почетным председателем организации «Феминистки за жизнь», которая выступает против абортов и исследований эмбриональных стволовых клеток, не поддерживает аборты на основе феминизма.
Хитон является членом Республиканской партии США
. Хотя Хитон республиканка, она поддерживает права геев и выступает за контроль над рождаемостью, и публично заявляет, что не против однополых браков.

## Фильмография

### Актриса
| Год       |    | Русское название     | Оригинальное название            | Роль                                                |
| --------- | -- | -------------------- | -------------------------------- | --------------------------------------------------- |
| 2025      | ф  | Ритуал               | The Ritual                       | мать-настоятельница / Mother Superior               |
| 2019—2020 | с  | Второй шанс Кэрол    | Carol's Second Act               | Кэрол Кенни / Carol Kenney                          |
| 2014      | ф  | Ночь отдыха для мам  | Moms' Night Out                  | Сондра / Sondra                                     |
| 2011—2011 | с  | Америка в прайм тайм | America in Primetime             | Debra Barone, Everybody Loves Raymond               |
| 2009—2018 | с  | Бывает и хуже        | The Middle                       | Фрэнки Хек / Frankie Heck                           |
| 2008      | тф | Перед классом        | Front of the Class               | Эллен Коэн / Ellen Cohen                            |
| 2007—2008 | с  | Вернуться к вам      | Back to You                      | Келли Карр / Kelly Carr                             |
| 2006      | тф |                      | Untitled Patricia Heaton Project | Джанет Дейли / Janet Daily                          |
| 2006—2006 | с  | Путь к 11 сентября   | The Path to 9/11                 | Посол Бодин / Ambassador Bodine                     |
| 2005      | тф | Обручальное кольцо   | The Engagement Ring              | Сара Роза Ансельми / Sara Rosa Anselmi              |
| 2004      | мс | Дэнни-призрак        | Danny Phantom                    | Lunch Lady                                          |
| 2004      | тф | Девушка для прощания | The Goodbye Girl                 | Паула Макфадден / Paula McFadden                    |
| 2001      | тф | Город без Рождества  | A Town Without Christmas         | M.J. Jensen                                         |
| 1998—2007 | с  | Король Квинса        | The King of Queens               | Дебра Барон / Debra Barone                          |
| 1997      | тф | Чудо в лесу          | Miracle in the Woods             | Ванда Бриггс / Wanda Briggs                         |
| 1996      | ф  | Космический джем     | Space Jam                        | Фанатка / Woman Fan                                 |
| 1996—2005 | с  | Все любят Рэймонда   | Everybody Loves Raymond          | Дебра Луис Вален Барон / Debra Louise Whalen Barone |
| 1995—1995 | с  | Женщины Белого дома  | Women of the House               | Натали Холлингсворт / Natalie Hollingsworth         |
| 1994      | ф  | Новое время          | The New Age                      | Анна / Anna                                         |
| 1994—2000 | с  | Нас пятеро           | Party of Five                    | Робин Меррин / Robin Merrin                         |
| 1992      | ф  | Бетховен             | Beethoven                        | Бри / Brie                                          |
| 1992—1993 | с  | Комната для двоих    | Room for Two                     | Джилл Кюрлэнд / Jill Kurland                        |
| 1992      | ф  | Исповедь невидимки   | Memoirs of an Invisible Man      | Эллен / Ellen                                       |
| 1990      | тф | Разбитые мечты       | Shattered Dreams                 | Старая Дотти / Older Dotti                          |
| 1989—1990 | с  | Чужая нация          | Alien Nation                     | Аманда Рассел / Amanda Russell                      |
| 1987—1991 | с  | Тридцать-с-чем-то    | Thirtysomething                  | Доктор Сильверман / Dr. Silverman                   |
| 1986—1995 | с  | Мэтлок               | Matlock                          | Элли Стэнфорд / Ellie Stanford                      |

### Продюсер
| Год  | Название на русском   | Название на английском                     | Примечания              |
| ---- | --------------------- | ------------------------------------------ | ----------------------- |
| 2014 | Ночь отдыха для мам   | Moms' Night Out                            | Исполнительный продюсер |
| 2012 | Сердце Рождества      | The Christmas Heart                        | Исполнительный продюсер |
| 2009 |                       | Versailles                                 | Продюсер                |
| 2006 |                       | Untitled Patricia Heaton Project           | Исполнительный продюсер |
| 2006 | Удивительная легкость | Amazing Grace                              | Продюсер                |
| 2005 | Обручальное кольцо    | The Engagement Ring                        | Исполнительный продюсер |
| 2005 |                       | The Bituminous Coal Queens of Pennsylvania | Продюсер                |
| 2004 |                       | Christmas at Cartwright's                  | Исполнительный продюсер |

## Награды и номинации
- «Эмми»
  - 1999 — Премия «Эмми» за лучшую женскую роль в комедийном телесериале — «Все любят Рэймонда» (номинация)
  - 2000 — Премия «Эмми» за лучшую женскую роль в комедийном телесериале — «Все любят Рэймонда»
  - 2001 — Премия «Эмми» за лучшую женскую роль в комедийном телесериале — «Все любят Рэймонда»
  - 2002 — Премия «Эмми» за лучшую женскую роль в комедийном телесериале — «Все любят Рэймонда» (номинация)
  - 2003 — Премия «Эмми» за лучшую женскую роль в комедийном телесериале — «Все любят Рэймонда» (номинация)
  - 2004 — Премия «Эмми» за лучшую женскую роль в комедийном телесериале — «Все любят Рэймонда» (номинация)
  - 2005 — Премия «Эмми» за лучшую женскую роль в комедийном телесериале — «Все любят Рэймонда» (номинация)

«Премия Гильдии киноактёров США»
  - 1999 — Премия Гильдии киноактёров США за лучший актёрский состав в комедийном сериале — «Все любят Рэймонда» (номинация)
  - 2000 — Премия Гильдии киноактёров США за лучший актёрский состав в комедийном сериале — «Все любят Рэймонда» (номинация)
  - 2002 — Премия Гильдии киноактёров США за лучший актёрский состав в комедийном сериале — «Все любят Рэймонда» (номинация)
  - 2002 — Премия Гильдии киноактёров США за лучшую женскую роль в комедийном сериале — «Все любят Рэймонда» (номинация)
  - 2003 — Премия Гильдии киноактёров США за лучший актёрский состав в комедийном сериале — «Все любят Рэймонда»
  - 2003 — Премия Гильдии киноактёров США за лучшую женскую роль в комедийном сериале — «Все любят Рэймонда» (номинация)
  - 2004 — Премия Гильдии киноактёров США за лучший актёрский состав в комедийном сериале — «Все любят Рэймонда» (номинация)
  - 2004 — Премия Гильдии киноактёров США за лучшую женскую роль в комедийном сериале — «Все любят Рэймонда» (номинация)
  - 2005 — Премия Гильдии киноактёров США за лучший актёрский состав в комедийном сериале — «Все любят Рэймонда» (номинация)
  - 2005 — Премия Гильдии киноактёров США за лучшую женскую роль в комедийном сериале — «Все любят Рэймонда» (номинация)
  - 2005 — Премия Гильдии киноактёров США за лучшую женскую роль в телефильме или мини-сериале — «Девушка для прощания» (номинация)
  - 2006 — Премия Гильдии киноактёров США за лучший актёрский состав в комедийном сериале — «Все любят Рэймонда» (номинация)
  - 2006 — Премия Гильдии киноактёров США за лучшую женскую роль в комедийном сериале — «Все любят Рэймонда» (номинация)

Премия «Спутник»
  - 2007 — Лучшая актриса комедийного телесериала — «Вернуться к вам»

«Ассоциация телевизионных критиков»
  - 2011 — Лучшая актриса комедийного телесериала — — «Бывает и хуже»